# Whitney Cummings
Whitney Ann Cummings (Washington DC, 1982. szeptember 4. –) amerikai humorista, színésznő, podcastos.

## Élete
1982. szeptember 4-én született Washington, DC-ben, Patti Cummings és Eric Lynn Cummings gyermekeként. Van egy idősebb féltestvére, Kevin, és egy nővére, Ashley. Katolikus hitben nevelkedett. Szülei elváltak, amikor Whitney öt éves volt.
Elmondása szerint diszfunkcionális, alkoholista családban nőtt fel. A St. Andrew's Episcopal School tanulójaként érettségizett 2000-ben. Középiskolás korában gyakornoki állást vállalt a WRC-TV-nél. A washingtoni Studio Theater-ben tanult színészetet.
Középiskola után az Annenberg School for Communication iskolában folytatta tanulmányait. Eközben modellként is dolgozott a helyi bevásárlóközpontokban. 2004-ben diplomázott kommunikáció szakon. Eleinte újságíró akart lenni.
Karrierje 2004-ben kezdődött, amikor a Punk’d című műsoron dolgozott. Ugyanebben az évben kezdett stand-upolni.

## Hatásai
Hatásainak Paul Reisert, George Carlint, Dave Attellt, Lenny Bruce-t és Bill Hickset tette meg.

## Önálló estjei
- Money Shot (2010)
- I Love You (2014)
- I'm Your Girlfriend (2016)
- Can I Touch It? (2019)

## Könyvei
- I'm Fine... And Other Lies. New York: Penguin (2017). ISBN 978-0-735-21262-6